# Anaxyrus boreas
Anaxyrus boreas је водоземац из реда жаба (Anura) и фамилије Bufonidae. 

## Угроженост
Ова врста је на нижем степену опасности од изумирања, и сматра се скоро угроженим таксоном.

## Распрострањење
Ареал врсте је ограничен на мањи број држава. 
Врста је присутна у следећим државама: Мексико, Канада и Сједињене Америчке Државе.

## Станиште
Станишта врсте су планине, мочварна и плавна подручја, језера и језерски екосистеми, речни екосистеми, слатководна подручја и пустиње. 
Врста је по висини распрострањена од нивоа мора до бар 3640 метара надморске висине. 
Врста је присутна у Северној Америци на планинском венцу Стеновитих планина .